# Libanon i olympiska vinterspelen 1976
Libanon deltog med en deltagare vid de olympiska vinterspelen 1976 i Innsbruck. Landets deltagare erövrade ingen medalj.